# Neleucania
Neleucania là một chi bướm đêm thuộc họ Noctuidae.

## Loài
- Neleucania bicolorata (Grote, 1881)
- Neleucania niveicosta Smith, 1902
- Neleucania patricia (Grote, 1880)
- Neleucania praegracilis (Grote, 1877)
- Neleucania suavis (Barnes & McDunnough, 1912)